# Vikenti Veresajev

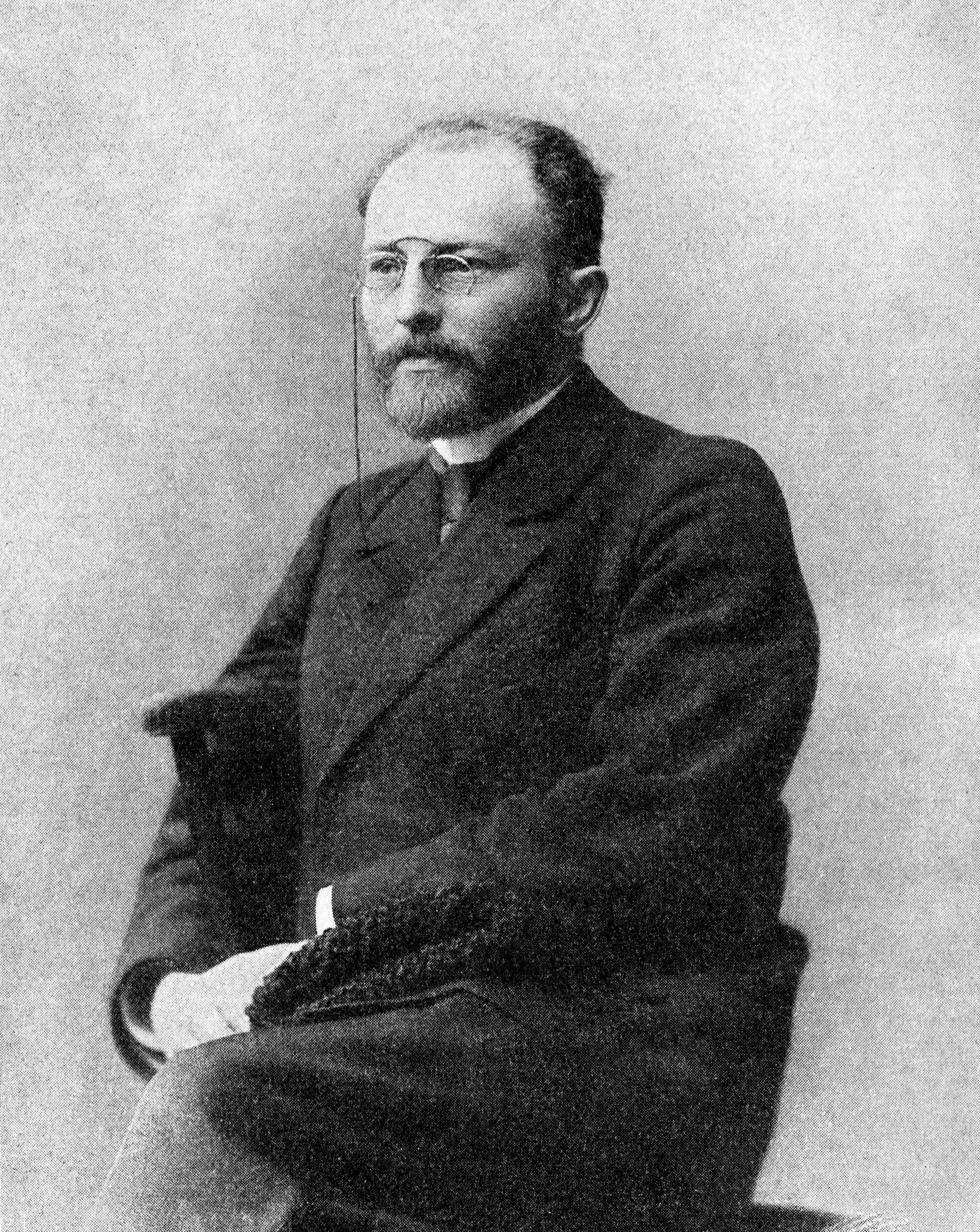
Vikenti Veresajev, 1900

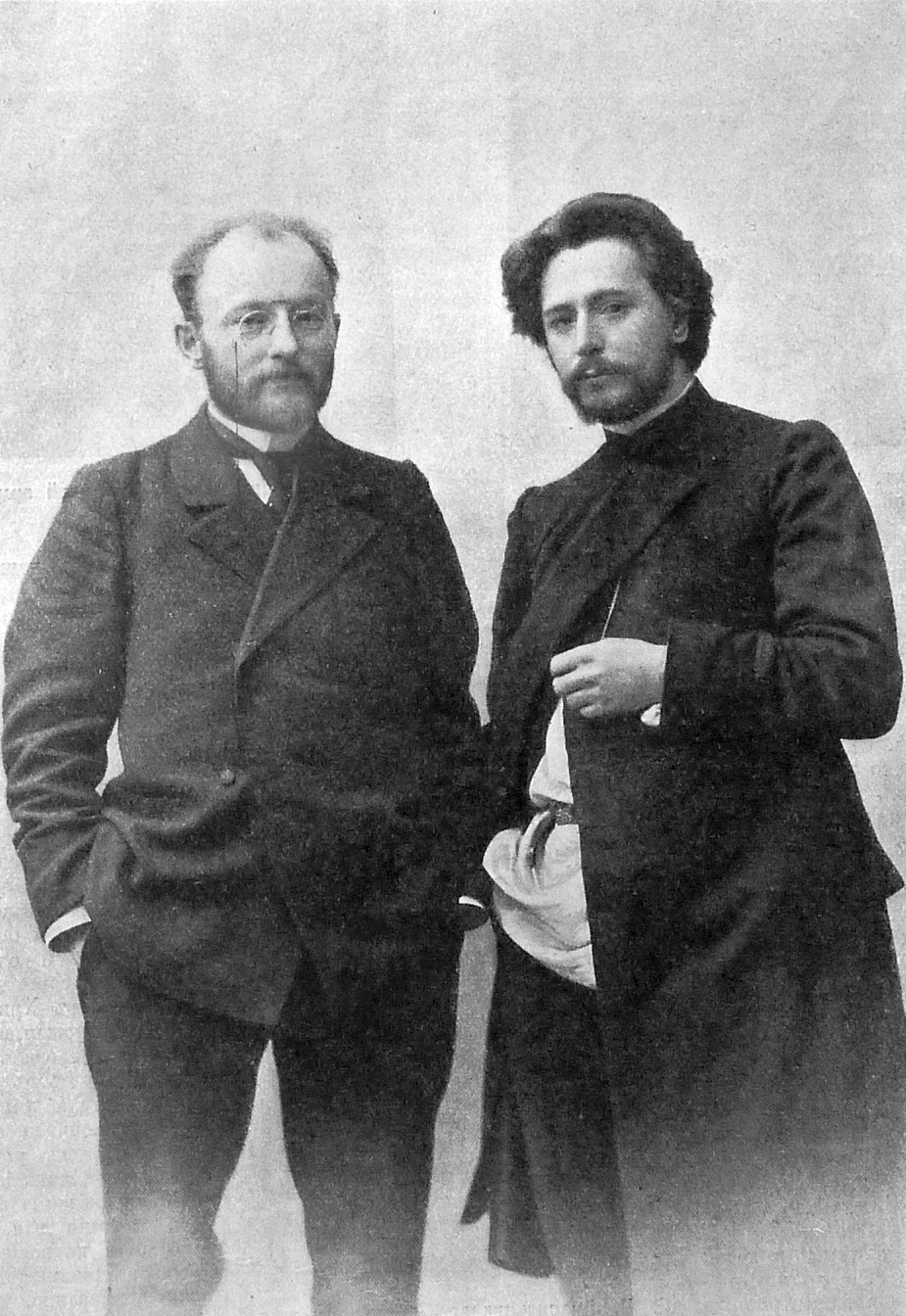
Veresajev (l) en Andrejev, 1912

Vikenti Vikentjevitsj Smidovitsj Versajev (Russisch: Викентий Викентьевич Смидович Вересаев) (Toela, 16 januari 1857 – Moskou, 3 juni 1945) was een Russisch medicus, schrijver, dichter, publicist en vertaler.

## Leven
Geboren als zoon van een Poolse arts studeerde Versajev eerst filologie en daarna medicijnen te Moskou. Hij werd arts te Toela en parallel daaraan begon hij vanaf de jaren negentig serieus te schrijven. In 1903 vestigde hij zich te Moskou en in 1904 werd hij als arts gerekruteerd voor de Russisch-Japanse Oorlog, om gemobiliseerd te worden naar Mantsjoerije. In 1910 ondernam hij een reis naar Griekenland, waar hij de Griekse klassieken bestudeerde (met name Homerus, die hij later in het Russisch vertaalde).
Veresajev was aan het begin van de twintigste eeuw verbonden aan de in 1903 door Maksim Gorki opgerichte ‘Znanie’ (‘kennis’) groep. In deze periode kende hij in Rusland een grote populariteit, bijna vergelijkbaar met die van Tsjechov en Gorki zelf.
Tijdens de revolutiejaren diende Versajev het Sovjetregime in diverse culturele functies. 
Versajev kreeg in 1945 de Stalinprijs voor zijn gehele oeuvre. Hij stierf in 1945 op 87-jarige leeftijd te Moskou.

## Werken
Tussen 1895 en 1902 publiceerde Versajev drie werken over de ideologische evolutie in zijn tijd, namelijk het langzame overstappen van zijn generatie van de populistische leer op het marxisme (Zonder uitweg, 1895; De rage, 1897; Op het keerpunt, 1902). Hij verkreeg grote bekendheid met zijn autobiografische werk De biecht van een praktiserend geneesheer (1901), waarin hij de toenmalige geneeskunst in Rusland sterk bekritiseerde. Na 1905 zoekt Versajev zijn heil niet meer in het Marxisme, maar in het ‘levende leven’ en verheerlijkt hij het vitalisme in de kunst. Bekende werken uit die periode zijn: Tot het leven (1909) en Het levende leven (1910), een bundel essays over Tolstoj als schrijver van het instinct en Dostojevski als schrijver van het intellect, vanuit een Nietzscheaans perspectief. In 1913 werd mede op zijn initiatief de Staatsuitgeverij opgericht, die tussen 1913 en 1917 de bekende almanakken ‘Slovo’ uitgaf, met werk van jonge realisten als Ivan Boenin en Aleksej Tolstoj. In 1923 trok Versajev de aandacht met zijn boek In de impasse, waarin hij een zakelijke beschrijving geeft van de burgeroorlog en de ideologische twisten die de strijd tussen de Roden en de Witten binnen één familie veroorzaken. In De zusters (1933) schetst hij een beeld van de tragische situatie van de intelligentsia in de revolutie en de nieuwe maatschappij. In de jaren dertig publiceerde Versajev verder zijn memoires en belangwekkende studies over Poesjkin en Gogol.
Veel van het werk van Versajev beeldt het geestelijk zoeken uit van jonge intelligente mensen; hij verwaarloost vaak het liefdesintrige maar legt de nadruk vooral op de politieke en economische problemen. Zijn werk wordt getypeerd door openhartigheid, optimisme en geloof in waarheid en rechtvaardigheid.